# Trüllikon
Trüllikon (toponimo tedesco) è un comune svizzero di 1 064 abitanti del Canton Zurigo, nel distretto di Andelfingen.

## Storia
Dal suo territorio nel 1879 fu scorporata la località di Truttikon, divenuta comune autonomo.

## Monumenti e luoghi d'interesse

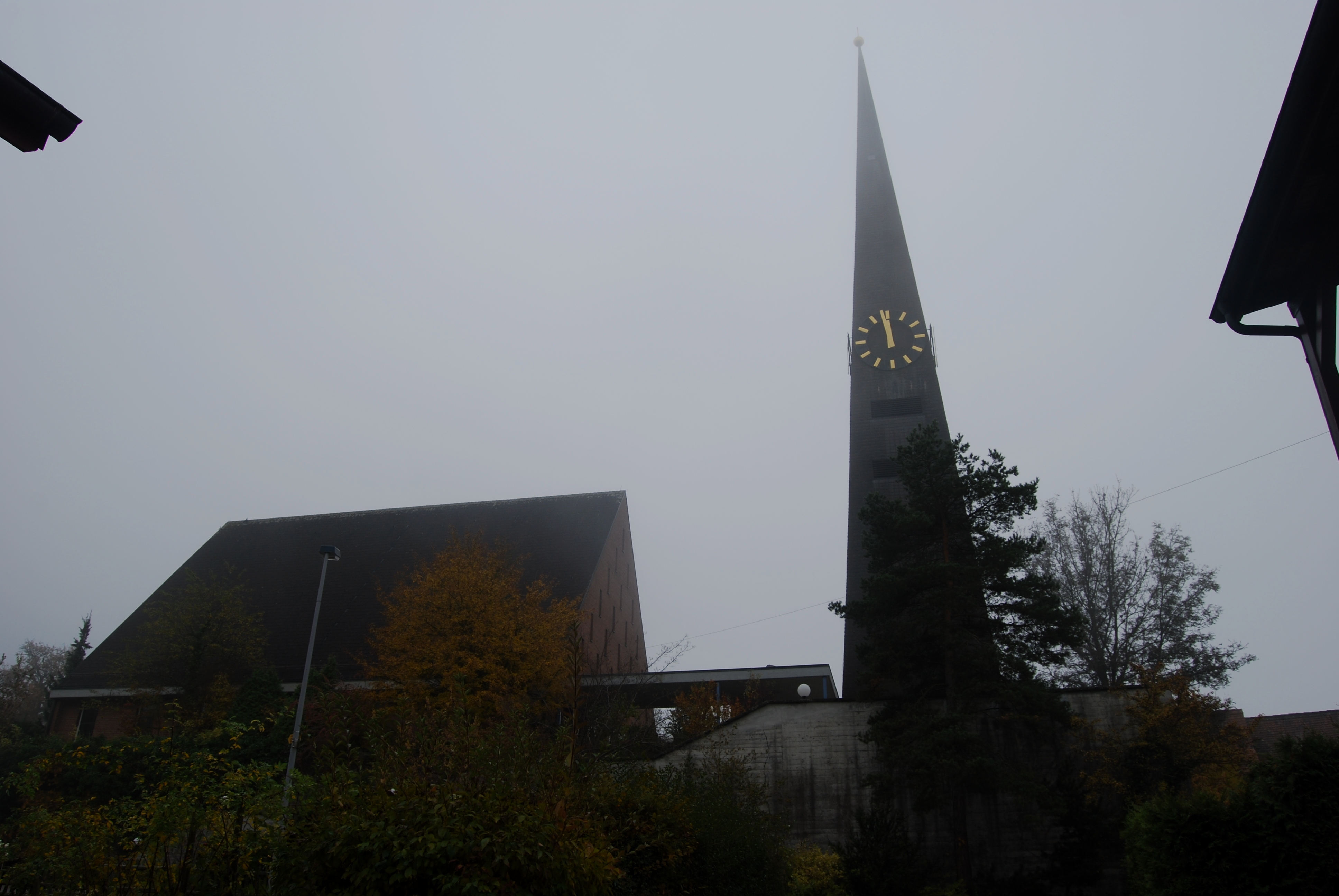
La chiesa di Santa Croce

- Chiesa riformata di Santa Croce, attestata dal 1330 e ricostruita nel 1888 e nel 1966[1].

## Società

### Evoluzione demografica
L'evoluzione demografica è riportata nella seguente tabella:
Abitanti censiti

## Amministrazione
Ogni famiglia originaria del luogo fa parte del cosiddetto comune patriziale e ha la responsabilità della manutenzione di ogni bene ricadente all'interno dei confini del comune.